# Thomas Molnar (philosophe)
Pour les articles homonymes, voir Thomas Molnar et Molnar.
Thomas Molnar (en hongrois Molnár Tamás István, anglicisé en Thomas Steven Molnar), né le 26 juin 1921 à Budapest, mort à Richmond (Virginie), le 20 juillet 2010, est un philosophe, historien et politologue américain d'origine hongroise. Il est l'auteur de plus de trente livres sur l'éducation, la politique et la culture occidentale. Profondément religieux, ses essais montrent l'influence de Russell Kirk.

## Biographie
Il fait ses études à l'université catholique de Louvain où il s'installe à partir de 1940. Après la Seconde Guerre mondiale et la prise du pouvoir par les communistes en Hongrie, il décide de s'exiler aux États-Unis. En 1957, il obtient un doctorat à l'université Columbia. 
Il est l'auteur d'une cinquantaine de livres. Il s'est exprimé très tôt de manière critique envers le « modèle américain » qu'il analyse dans plusieurs ouvrages. Il lui reproche « la négation quasi ontologique de l'autre », due, selon lui, à l'esprit du puritanisme et à la conviction profondément ancrée parmi ses habitants de réaliser une société idéale.
Les travaux de Molnar sont ouvertement réactionnaires et s'inscrivent dans la tradition de la contre-révolution. S'inspirant notamment d'Edmund Burke, de Joseph de Maistre et de Charles Maurras, il est foncièrement hostile au progressisme issu de la philosophie des Lumières et du marxisme. Il oppose à l'idée de révolution et aux utopies modernes une pensée résolument conservatrice qui s'appuie sur la tradition.
De 1972 à 1975, il appartient au comité de patronage de Nouvelle École.
Il est membre du conseil scientifique de la revue Catholica.

## Publications
- Bernanos: his political thought and prophecy, 1960.
- The decline of the intellectual, 1961.
  - Traduction hongroise : Az értelmiség alkonya, 1996.
- The future of education, avant-propos de Russell Kirk, 1961.
- The two faces of American foreign policy, 1962.
- Africa; a political travelogue, 1965.
- L'Afrique du Sud, 1966.
- South West Africa; the last pioneer country, 1966.
- Spotlight on South West Africa, 1966.
- Utopia, the perennial heresy, 1967.
  - L'Utopie : Eternelle hérésie, Beauchesne, 1973.
  - Traduction hongroise : Utópia. Örök eretnekség, 1992.
- Ecumenism or new reformation?, 1968.
- Sartre: ideologue of our time, 1968.
- The counter-revolution, 1969.
  - La Contre-révolution, traduit de l'anglais par Olivier Postal Vinay. Paris, Coll. « 10/18 », Union générale d'éditions, 1972.
- La gauche vue d'en face, Paris, Seuil, 1970.
- The American dilemma, a consideration of United States leadership in world, 1971.
- Nationalism in the space age, cinq conférences données par Thomas Molnar, 1971.
- God and the Knowledge of Reality, 1973.
  - Dieu et la connaissance du réel, Paris, PUF, 1976, 229 p.
  - God and the Knowledge of Reality, Transaction Publishers, 1993, 237 p.
  - Traduction hongroise : Filozófusok istene, 1996.
- L'Animal politique, Paris, La Table Ronde, 1973.
- Authority and its Enemies, 1976.
- Le Socialisme sans visage : l'avènement du tiers modèle, Paris, P.U.F., 1976.
- Dialogues and ideologues, 1977.
- Christian Humanism : a critique of the secular city and its ideology, 1978.
- Le Modèle défiguré. L'Amérique de Tocqueville à Carter, Paris, P.U.F., 1978.
- Politics and the State: the Catholic view, 1980.
- Theists and atheists: a typology of non-belief, 1980.
  - Traduction hongroise : Teizmus és Ateizmus, 2002.
- Le Dieu immanent : la grande tentation de la pensée allemande, Éd. du Cèdre, 1982.
  - Le Dieu immanent, Éd. du Cèdre, 2000, 111 p.
- Le Tiers-Monde. Idéologie et réalité, Paris, PUF, 1982.
- L'Éclipse du sacré : Discours et réponses, en collaboration avec Alain de Benoist, Paris, La Table Ronde, 1986 ; rééd. La Nouvelle Librairie, coll. Dans l'Arène, 320 p., 2021,  (ISBN 978-2-491446-79-6)
- The Pagan temptation, 1987.
- Twin powers: politics and the sacred, 1988.
  - Traduction hongroise : A hatalom két arca: politikum és szentség, 1992.
- The Church, pilgrim of centuries, 1990.
  - Traduction hongroise : Az Egyház, évszázadok zarándoka, 1997.
- L'Europe entre parenthèses, Paris, La Table Ronde, 1990.
- Philosophical grounds, 1991.
- L'Américanologie : Triomphe d'un modèle planétaire ?, Lausanne, L'Âge d'Homme, 1991.
- L'Hégémonie libérale, Lausanne, L'Âge d'Homme, 1992.
  - Traduction hongroise : A liberális hegemónia, 1992.
- The Emerging Atlantic culture, 1994.
- Du Mal moderne. Symptômes et antidotes, précédé de Cinq entretiens avec Jean Renaud, Québec, Éditions du Beffroi, 1996.
- Archetypes of thought, 1996.
- Return to Philosophy, 1996.
- A Magyar Szent Korona és a szentkorona-tan az ezredfordulón, publié par Tóth Zoltán József.
- Századvégi mérleg : válogatott írások, 1999.
- Moi, Symmaque suivi de L'Âme et la machine, Lausanne, L'Âge d'Homme, 1999. Coll. « Mobiles philosophiques ».
  - Traduction hongroise : Én, Symmachus, 2000
- A pogány kísértés, 2000.
- Igazság és történelem, 2000.
- Bennünk lakik-e az Isten?, 2002.
- Válogatás a Magyar Nemzetnek és az asztalfióknak írt publicisztikákból, 2002.
- A beszélő Isten, 2003.
- A jobb és a bal : tanulmányok, 2004.